# Лицо страха
«Лицо страха» (англ. The Face of Fear) — американский триллер Фархада Манна, снятый в 1990 году. Главные роли исполнили Пэм Доубер и Ли Хорсли. Фильм основан на одноимённом романе Дина Кунца, написанном в 1977 году.

## Сюжет
Во время метели в Нью-Йорке убийца заманил в офисное здание-небоскрёб бывшего альпиниста с экстрасенсорными способностями и его невесту. Ради спасения им приходится преодолеть много трудностей, но самое большая — спуск с огромной высоты.

## В ролях
| Актёр         | Роль                  |
| ------------- | --------------------- |
| Пэм Доубер    | Конни Уивер           |
| Ли Хорсли     | Грэм Харрис           |
| Боб Балабан   | Ир Предуски           |
| Кевин Конрой  | Фрэнк Дайт Боллинджер |
| Уильям Сэдлер | Энтони Прайно         |
| Чарльз Диркоп | Пэтси Фейн            |

## Производство
Для съёмки некоторых сцен Пэм Доубер приходилось быть подвешенной на верёвках. Изначально большинство опасных сцен должны были выполнять дублёры, однако по факту многие трюки делали сами актёры. Сама Доубер согласилась сниматься в фильме, потому что предложенная роль сильно отличалась от тех, что ей предлагали (в большинстве своём это были роли «милой девочки или мамы»). Актёр Ли Хорсли, исполнявший роль Грэма Харриса, боявшегося высоты, испытывал трудности во время съёмок, так как сам он не испытывал страха; ему пришлось вызвать боязнь и нужные эмоции приступами клаустрофобии .
Соавтором сценария выступил Дин Кунц, автор одноимённой книги.

### Премьера
«Лицо страха» впервые было показано на CBS 30 сентября 1990 года.

## Критика
В журнале Wisconsin State Journal фильму дали две звезды, написав, что «напряжение сохраняется почти всегда… И если вы боитесь высоты, две трети фильма вы будете в вечном поту» .
Кен Такер из журнала Entertainment Weekly негативно оценил фильм, назвав его «посредственным» и «мягким». Однако он отметил реалистичность убийств, заявив, что если бы не ограничения прайм-тайма, то он мог бы стать по-настоящему тревожным.
С другой стороны, Empire поставил фильму три звезда: «Это загадочное зрелище и расточитель времени на телевидении».